# 施特拉瑟尔塔勒地区施特拉斯
施特拉瑟尔塔勒地区施特拉斯是奥地利下奥地利州克雷姆斯兰县的一个市镇。总面积22.49平方公里，总人口1519人，人口密度67.5人/平方公里（2005年）。